# フランシーヌ広場
フランシーヌ広場(Square des Francine)は、フランス、ヴェルサイユにある公園である。場所の起源はルイ14世時代に遡り、元は馬の水呑場であった。
2016年に公園としてオープンするにあたり、水呑場が噴水になり、その周囲に低木が幾何学的に植え込まれ、遊び場を設置するなどの改修が行われた。
フランシーヌとは、1623年から1784年にわたり、代々ヴェルサイユ宮殿の庭の噴水の仕組みを設計した噴水技師の一家の名である。Square des Francineという地名は以前からあったが、新たに噴水を造ることで、フランシーヌ家への間接的なオマージュとなっている。

## 所在地
Avenue de Seaux, Versailles France
ヴェルサイユ宮殿を背にして右奥、南西に伸びるAvenue de Seaux（ソー通り）のつきあたり。

## 歴史
17世紀当時は、王族が所有していたが用途がはっきりしない土地であり、後ろに宮殿の噴水へ給水するための貯水池があった。
1808年、建築家ジャン・プロスペール・マリアヴァルにより、以下の変更が行われた：
- 直径32mの、水呑場兼足洗い場を整え、周囲を縁石で囲み、地面は敷石を敷いて、馬が歩きやすいようにした。

- 石の壁をめぐらせ、宮殿から物を干している様子が見えないようにした[5]。

1934年、水呑場周辺の土地が、文化遺産保護制度により、フランス文化財に登録された。
第二次大戦中、半円形の壁以外は破壊された。
1955年から1957年にかけ、ヴェルサイユ市がここを公園に改修した。中央に80m四方の池があり、周囲を、歩道で区切られた４つの遊び場で囲む構造であった。
2012年から2014年にかけ、ヴェルサイユシャンティエ駅とその周辺の街を整備する計画の一つとして、半円形の壁の修復が行われた。続いてその他の部分も改修され、2016年に公園としてオープンした。

## フランシーヌ広場の構造
- 南西側（ソー通りの突き当たり）に石で舗装した壁がある。
- 壁側の地面半分に、潅木を幾何学的に植え込み、ベンチが置かれている。
- 溜め池のあった中央に、水を溜めない形式のドライファウンテンを設計。
- 広場の北西側半分は、遊具を設置し、子供の遊び場とする。
- 壁中央にヴェルサイユ市の紋章が掲げられ、すぐ下に、19世紀の改修当時の市長の名が刻まれた板がはめこまれている。

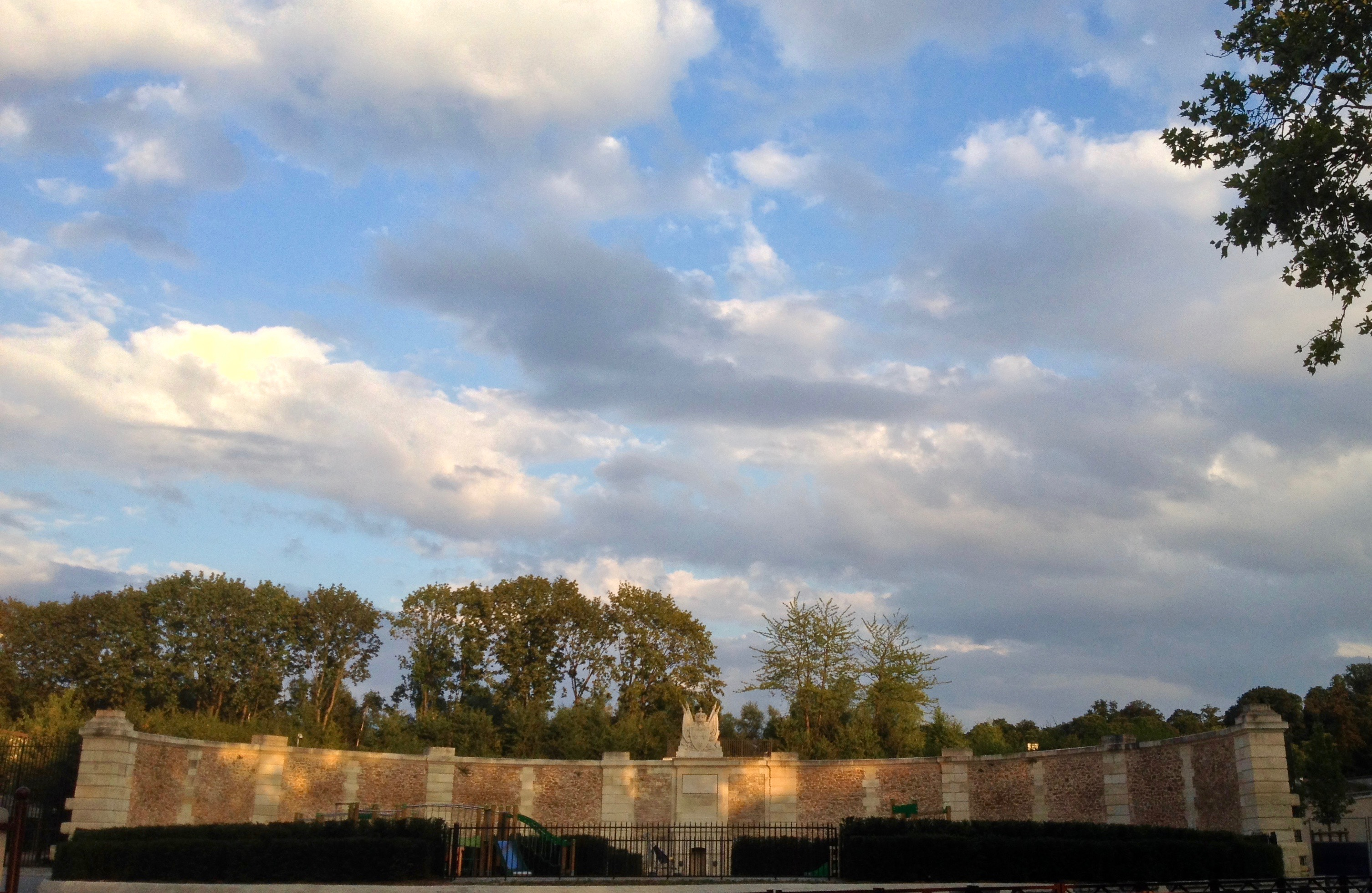
Square des Francine 正面
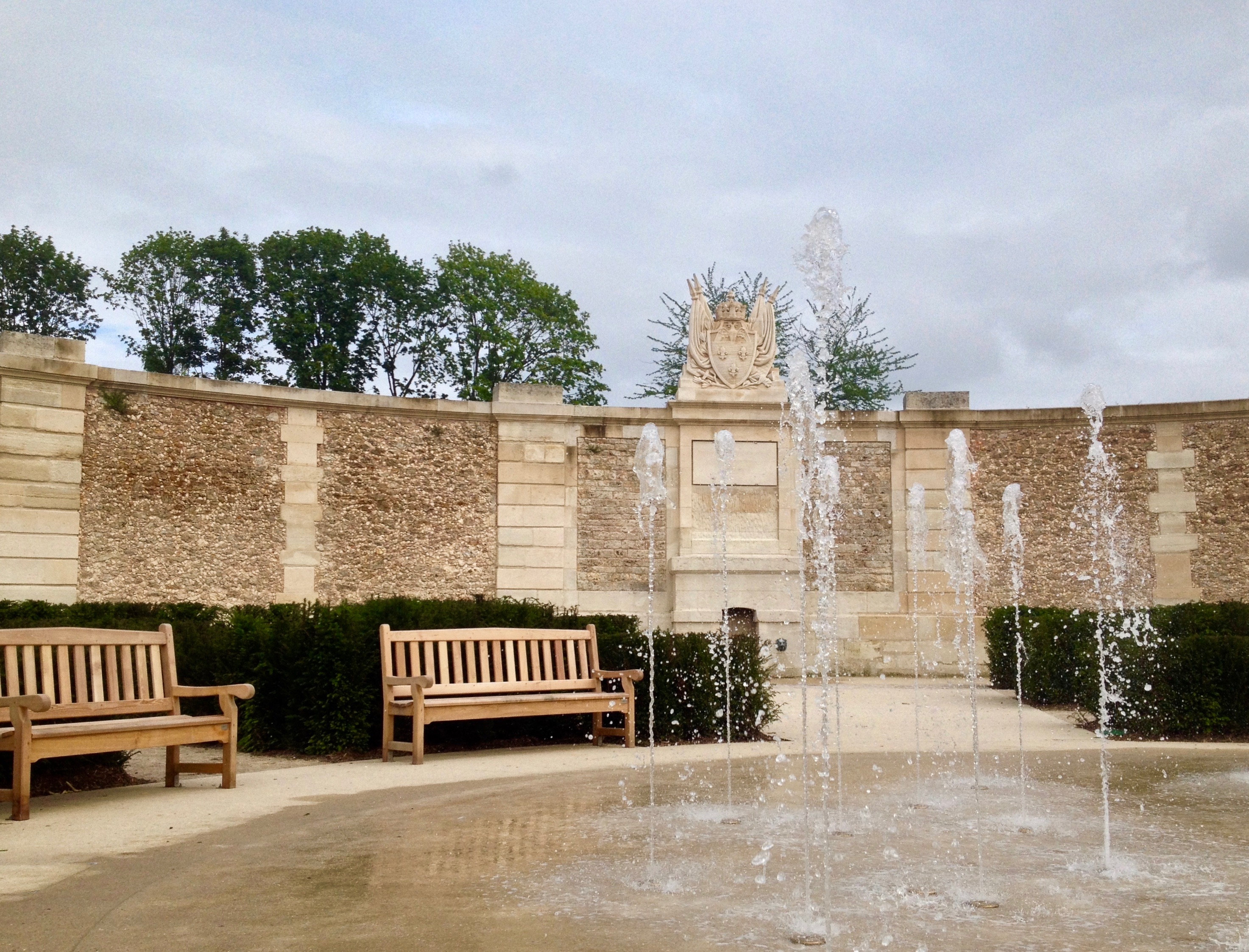
Square des Francine, ドライファウンテン
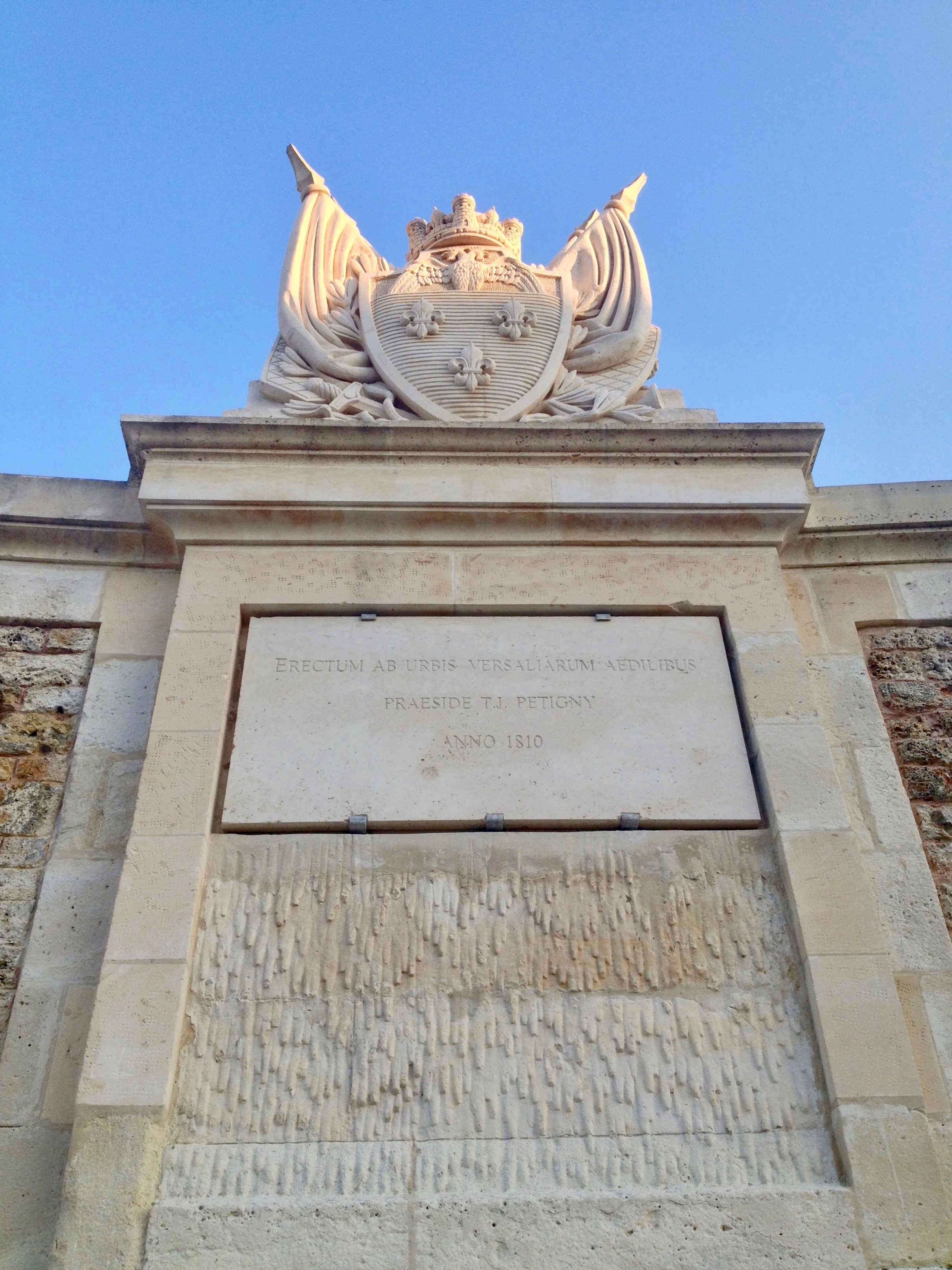
ヴェルサイユ市の紋章と、改修当時の市長の名が刻まれたプレート

## フランシーヌ広場で撮影された映画
『公共のベンチ（ヴェルサイユ右岸）』Bancs publics (Versailles rive droite) 　監督　ブリュノ・ポダリディス（仏、2009）

## ヴェルサイユシャンティエ駅周辺の整備計画(2012-2019)
ヴェルサイユ市では、国鉄のヴェルサイユシャンティエ駅とその周辺の整備を以下のように行っている：
ゴベール貯水池公園(2013-14)
フランシーヌ広場(2016)
ヴェルサイユシャンティエ駅の拡張　(2016)
オフィス、住居、商店、サービス機関が入る２件のビルの建設（2019）
バス停留場と一般駐車場の整備（2019）